# Jakub Potocki

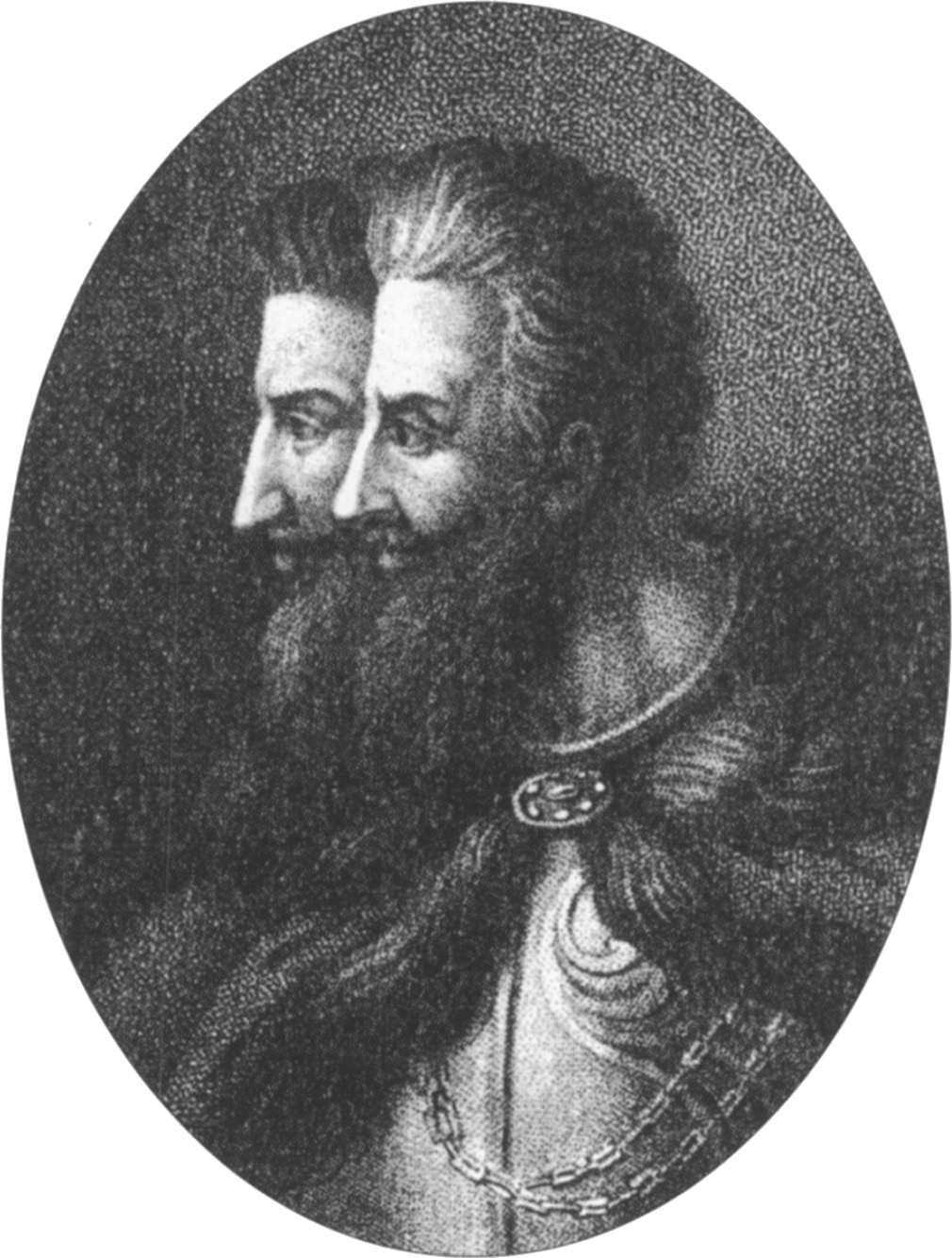
Jan und Jakub Potocki

Jakub Potocki (* um 1554 in Kamieniec Podolski; † 26. Januar 1613 in Złoty Potok) war ein Mitglied der Magnatenfamilie Potocki, polnischer Heerführer und Generalwoiwode von Podolien. Im Jahr 1607 war er für das Halitscher Land Mitglied des Sejm.

## Leben
Potocki wuchs am Hof von Sigismund II. August auf. In Kriegsdiensten von Sigismund III. kämpfte er in der Walachei gegen Michael den Tapferen, die Tataren und in Livland gegen Karl IX. von Schweden sowie gegen die Zebrzydowski-Rebellion der Jahre 1606/1607. Während der Smuta nahm Potocki im Krieg gegen Russland an der Belagerung von Smolensk teil. Nach dem Tod seines Bruders Jan übernahm er das Kommando und nahm die Stadt ein. In Nachfolge des Bruders erhielt er das Amt des Woiwoden der Woiwodschaft Bracław.

## Familie
Potocki war der Sohn von Mikołaj Potocki-Pilawa (1517/1520–1572), Kastellan von Kamieniec Podolski und Starost von Chmielnik und Kamieniec, sowie dessen Ehefrau Anna Czerminska. Seine Brüder waren reformiert, er selbst trat zum katholischen Glauben über. Potocki stiftete mit seiner ersten Ehefrau Jadwiga Prusinowska († 1604) das Dominikanerkloster Jezupol und gab dem Ort 1597 diesen Namen. Sein Sohn Mikołaj Potocki (genannt Bärentatze, um 1595–1651) war Kastellan von Krakau und wurde 1637 Feldhetman und 1646 bis zu seinem Tod Großhetman der polnischen Krone.
Die zweite Ehefrau Jadwiga Tarnowska war eine Tochter von Stanisław Tarnowski (vor 1541–1618), Starost von Busko und Stopnica. Söhne zweiter Ehe waren Jan, der in türkischer Gefangenschaft starb, Stanisław (1607–1647), Oberst der Armee und Kommissar für die Kosaken sowie der Dominikaner Dominik Jakub (1608–1639), der als designierter Bischof von Kulm starb.
Sein Neffe Stanisław „Rewera“ Potocki (1579–1667) wurde 1654 Großhetman, er war ein Sohn des Bruders Andrzej Potocki († 1609).